# 1. Międzynarodowy Festiwal Filmowy w Wenecji
1. Międzynarodowy Festiwal Filmowy w Wenecji odbył się w dniach 6–21 sierpnia 1932 roku jako pierwszy festiwal filmowy na świecie.
Pierwszym filmem wyświetlonym na festiwalu był Doktor Jekyll i pan Hyde w reżyserii Roubena Mamouliana. Nie przyznano żadnych oficjalnych nagród, zwycięzców we wszystkich kategoriach wyłoniło głosowanie festiwalowej publiczności.
Nagrodę główną dla najlepszego filmu przyznano francuskiemu obrazowi Niech żyje wolność w reżyserii René Claira. Za najlepszą reżyserię nagrodzono Nikołaja Ekka za radziecki film Bezdomni.